# Digitales Fernsehen
Als Digitalfernsehen bezeichnet man die Ausstrahlung von Fernsehprogrammen in digitalisierter Form. Es  werden die Bild- und Tonsignale (auch analoge) mittels digitaler Datenströme (Binärcodes) verbreitet.
Die Verbreitung der Bild- und Tondaten geschieht heute ausschließlich in digitaler Form (DVB-T, DVB-C, DVB-IPI, DVB-S, DVB-H, DMB, IPTV). Neue Fernsehgeräte können die digitalen Signale (DVB) direkt verarbeiten (siehe IDTV). Für alte, analoge Fernsehgeräte muss der digitale Datenstrom mit entsprechenden Geräten (Digital-Receiver, Set-Top-Boxen) in analoge Signale verwandelt werden. In Deutschland wurde 2019 das analoge Fernsehen in den Kabelfernsehnetzen beendet (siehe dazu Analogabschaltung).
Für technische Details bezüglich der analogen und digitalen Signalübertragung siehe die entsprechenden Artikel Analogsignal und Digitalsignal.

## Normen und Verbreitungswege

Sinnbild für digitale Farbvideosignale nach IEC 60417

Die meisten digitalen Übertragungsnormen arbeiten mit Datenreduktion, d. h., dass die Datenmengen der digitalen Ursprungssignale unter Verlust der Bildqualität vor der Verbreitung reduziert werden müssen, um Datenrate zu sparen (durch Verringerung der Bitrate). Das heute allgemein verwendete Datenreduktionssystem heißt MPEG und existiert sowohl für Audio- als auch Videosignale. Die verschiedenen MPEG-basierten Codecs lassen sich zur Datenspeicherung sowie zur Datenübertragung nutzen. Bei der Entwicklung der Reduktionsverfahren steht der größtmögliche Erhalt der Bildqualität bei vorgegebenen Bitraten im Vordergrund. Auch das beliebte MP3-Format oder die gängigen DVD-Normen beruhen auf MPEG. Je nach Übertragungsplattform unterscheidet man beim digitalen Fernsehen (DVB) folgende technischen Varianten: DVB-S (Satellit), DVB-T (terrestrischer Antennenempfang), DVB-C (Kabel), DVB-H (Mobiles Fernsehen), DVB-IPTV (IPTV); alle beruhen (derzeit) auf der MPEG-2 Norm.
Durch die digitale Sendetechnik lassen sich zahlreiche Zusatzdienste mit den bestehenden Fernsehprogrammen kombinieren: z. B. Datendienste mit Zusatzinformationen und Illustrationen im Design von Webseiten; erweiterte Teletextangebote; Senderkennungen, die das rasche Auffinden z. B. im automatischen Suchlauf digitaler Receiver ermöglichen; und nicht zuletzt digitale Programmzeitschriften und Informationen zum Programmablauf (EPG). Durch die Einrichtung eines Rückkanals (im Kabel oder via Satellit) können diese Dienste interaktiv gemacht werden – das heißt, man kann mit dem Anbieter in Verbindung treten, E-Mails versenden oder als Nutzer registriert werden. Als Triple-Play bezeichnet man die parallele Verbreitung von Rundfunk, Telefon und Internet über denselben Übertragungsweg (z. B. Kabel).
Digitale Übertragungsverfahren sind wegen ihrer hohen Kompatibilität zu Computersystemen (Empfang, Speicherung, Bearbeitung, Wandlung oder Weiterverbreitung) vorteilhaft und zeitgemäß; durch die geringen Verbreitungskosten über Satellit oder Kabel (fünf bis zehn digitale Fernsehprogramme benötigen etwa die gleichen Übertragungskapazität wie ein analoges Programm) können auch kleinere Anbieter ihre Programme überregional verbreiten. Außerdem können große Fernsehkonzerne ihr bestehendes Angebot kostengünstig um zahlreiche Zusatzkanäle erweitern. Ein großer Vorteil besteht auch in der Kompatibilität von Hörfunk- und Fernsehnormen bei DVB-T, sodass im Datenstrom eines Senderbouquets ein Fernsehsender gegen eine entsprechende Anzahl von Hörfunksendern ausgetauscht werden kann oder umgekehrt und die Betreiber der Sender so besser auf den Bedarf der Programmanbieter reagieren können.
In Berlin ist schon seit 2003 terrestrisches Digitalfernsehen (DVB-T) obligatorisch. Aus Gründen der Kanalknappheit wird fast nur noch ein harter Umstieg (Abschaltung der analogen Signale bei Aufschaltung der digitalen Signale) durchgeführt. Bundesweit war der Umstieg Ende 2008 vollzogen.
Digitale Datenströme lassen sich auch in computerbasierten Netzen, z. B. im Internet verbreiten und mit entsprechender Software auf dem Bildschirm darstellen oder auf Datenträger aufzeichnen (z. B. IPTV). Digitale Signale (englisch Streams) lassen sich in verschiedenen Normen übertragen, die zwar verwandt aber untereinander nur begrenzt kompatibel sind. Die meisten Empfangsgeräte lassen sich jedoch mittels einer Update-Funktion über Satellit, Internet oder Kabel aktualisieren oder um andere Sendecodes erweitern. Da heutzutage viele Programme verschlüsselt senden, benötigt man zum Empfang des Angebots ein sogenanntes Empfangsmodul, meist in Form einer Steckkarte, die in den Receiver eingeschoben wird. Wegen der großen Vielfalt an Verschlüsselungssystemen verfügen viele moderne Geräte über mehrere Kartenschächte (Steckplätze), um die Dienste verschiedener Anbieter empfangen zu können.
Man nennt diese plattformübergreifenden Geräte CICAM-Receiver = Common Interface Conditional Access Module. Im Gegensatz zu der Ende der 1990er Jahre vom Kirch-Konzern für dessen damaliges Pay-TV-Angebot Premiere promoteten d-box, die nur zur Entschlüsselung von Premiere geeignet war und andere Pay-TV-Anbieter diskriminierte, enthalten CICAM-Receiver Schnittstellen für alle gängigen Verschlüsselungstechnologien (Betacrypt, Nagravision, Videoguard, Viaccess, Cryptoworks u. a.).
Die Registrierung, Aktualisierung und Kundenverwaltung erfolgt dann meist online (bzw. via Satellit). So lassen sich zum Beispiel von Hackern geknackte Verschlüsselungscodes durch andere ersetzen oder säumige Kunden vom Empfang ausschließen. Die angebotenen Geräte verfügen je nach Plattform über verschiedene Technologien, weshalb sich Digitalreceiver für den Satellitenempfang nicht für digitalen Kabelempfang nutzen lassen oder umgekehrt.

## Geschichte und aktuelle Entwicklung

### Entwicklung hin zum Digitalfernsehen
Das Digitalfernsehen wurde kommerziell erstmals im Frühjahr 1994 per Satellit unter dem Markennamen DirecTV in den USA angeboten.
Ende 1993 einigten sich zwölf europäische Länder darauf, möglichst rasch eine Spezifikation für die Übertragung digitaler Fernsehsignale über Satellit und Kabel zu erstellen; die Einführung war bereits für 1995 geplant. Das daraus erwachsene DVB wurde in Deutschland dann erstmals am 28. Juli 1996 vom dafür neu geschaffenen Pay-TV-Veranstalter DF1 (Digitales Fernsehen 1) ausgestrahlt. Wegen Erfolglosigkeit trotz großangelegter Werbekampagne und populärer Sportereignisse wurde es später mit dem Bezahlsender Premiere aus demselben Haus, der Kirch-Gruppe, zusammengelegt. Der mittlerweile börsennotierte Sender konnte seine Kapazität dank der digitalen Sendetechnik stark ausbauen und viele Zusatzprogramme bzw. Themenkanäle (auch von Fremdanbietern) in sein Angebot aufnehmen.
Währenddessen begannen beinahe alle überregionalen deutschen Fernsehsender vorwiegend über die Astra-Satelliten des Betreibers SES parallel zur analogen auch mit der digitalen Ausstrahlung ihrer Programme. Neben zusätzlichen nur für Digital-Nutzer zugänglichen Sendern nutzen vor allem viele neue Spartenprogramme sowie einige Lokalsender die kostengünstige Digitaltechnik. Einige kleinere Fernsehanbieter schicken das Fernsehsignal via DSL oder Glasfasernetz durchs Internet, wo es von den Betreibern einer Uplink-Station (meist größere Fernsehsender) aufgenommen und auf den Satelliten überspielt wird. So werden hohe Übertragungskosten, wie sie z. B. bei der teuren Richtfunktechnik entstünden, vermieden. Auf diesem Wege wird die räumliche Distanz zwischen Programmanbieter und Sender problemlos überwunden.
Durch den flächendeckenden Ausbau des Internets und der Einführung von ADSL2 als neuem Übertragungsstandard kann digitales Fernsehen künftig auch direkt aus dem Internet empfangen werden. Durch die hohen Downloadraten bei ADSL2 oder Lichtleiter ist die Empfangsqualität und Störungsresistenz der Programme genauso hoch wie z. B. über das klassische Kabel oder via Satellit. Nach und nach würde die Vision vom „weltweiten Fernsehen“ über, vorerst entlang breitbandiger Datennetze, Realität.
Anfang 2003 begann, etwas später als in vergleichbaren Ländern (z. B. Großbritannien 1996), die Einführung von DVB-T, der terrestrischen DVB-Variante. Im August desselben Jahres nahm Deutschland mit der vollständigen Abschaltung des analogen terrestrischen Fernsehens im Großraum Berlin weltweit eine Vorreiterrolle ein. Nach Berlin folgten weitere Ballungsgebiete mit der Umstellung auf DVB-T. Seit 2004 wurden in Europa einzelne Sendungen oder Versuchskanäle in HDTV-Norm ausgestrahlt. Ende April 2012 wurde das analoge Satellitenfernsehen abgeschaltet.

### Großbritannien
Eine entgegengesetzte Entwicklung deutet sich in anderen Ländern an: So geben in Großbritannien immer mehr Programme ihre Verschlüsselung auf. Während der 1990er Jahre sendeten die meisten britischen Fernsehprogramme auf der Plattform von British Sky Broadcasting (BSkyB), das neben eigenen Programmen auch fremde Angebote vermarktete und mit einer Grundverschlüsselung versah. Viele dieser Anbieter, darunter auch BBC und ITV, lösten sich von Sky und senden mittlerweile unverschlüsselt.
Derzeit sind mehr als 120 für den britischen Markt bestimmte Fernsehprogramme unverschlüsselt über Satellit zu empfangen, darunter viele kommerzielle Voll- und Spartenprogramme. Sie werden unter den Labels Free-to-air (FTA, Bezeichnung für alle unverschlüsselten Angebote), Freesat (markengeschützter Name für Programmpakete von BBC und ITV) bzw. Freeview (terrestrischer DVB-T-Empfang mit ca. 30 Programmen) vermarktet. Um der Konkurrenz standzuhalten, nahm sogar der Pay-TV-Konzern BSkyB ein eigenes unverschlüsseltes, werbefinanziertes Programm in Betrieb.
Das verschlüsselte Angebot von BSkyB (Sky Digital) ist das umfangreichste Europas und bietet eine Vielzahl von Film-, Sport- und Unterhaltungskanälen sowie zahlreiche Spartenkanäle auch von Fremdanbietern wie Disney, Discovery, NBC Universal oder Viacom. BSkyB gehört zum Imperium des Medientycoons Rupert Murdoch (News Corporation).

### Situation in weiteren Ländern
In vielen europäischen Ländern haben sich verschlüsselte Kabelbouquets etabliert, die meist vollständig ins Kabel eingespeist werden. Viele Sender verschlüsseln aus lizenzrechtlichen Gründen, weil sie lediglich Ausstrahlungsrechte für ein begrenztes Sendegebiet erworben haben. Der Empfang dieser Programme ist jedoch kostenlos, Entschlüsselungskarten (Smartcards) werden üblicherweise unentgeltlich an die Zuschauer versandt.
In den Niederlanden verschlüsseln alle Vollprogramme ihr Signal über Satellit, weil alle internationalen Produktionen, mit Ausnahme einiger Kindersendungen, in der Originalsprache (mit Untertiteln) ausgestrahlt werden. Film- und Sportangebote werden im Canal Digitaal-Bouquet (Kabel, Satellit) vermarktet. Die großen Kabelgesellschaften bieten Digitalpakete, die neben Canal Digitaal auch die internationalen Fernsehmarken wie Discovery und MTV beinhalten. Auch sie werden mit niederländischen Untertiteln versehen.
Ähnlich ist die Situation in Skandinavien und den meisten Ländern Osteuropas, wo der mit der Synchronisation verbundene Aufwand wirtschaftlich unrentabel wäre (Ausnahmen: Russland, teilweise Polen). Um lizenzrechtlichen Problemen aus dem Weg zu gehen, werden meist alle Programme verschlüsselt. Die starke Stellung des Abonnementfernsehens in diesen Ländern erklärt sich auch durch den kleinen Werbemarkt.
In Belgien, insbesondere in Flandern, konzentriert sich das digitale Programmangebot fast völlig aufs Kabel bzw. ADSL. Es gibt kaum Satellitendirektempfang. Auch in der Schweiz werden kostenpflichtige Digitalpakete (v. a. Teleclub) im Kabel angeboten.
In Österreich hat der Satellitenempfang eine starke Stellung; ähnlich wie in Deutschland entfällt der Abonnementbereich fast ausschließlich auf Sky, das gilt auch für den Kabelempfang.
In Frankreich dominieren drei große Pay-TV-Netzwerke, Canal Satellite numerique (besser bekannt als Canal+), AB Sat und TPS (Télévision par satellite). TPS und Canal+ haben im Januar 2006 fusioniert und ihre Angebote zusammengelegt. Alle drei kooperieren wiederum mit zahlreichen Fremdanbietern, unter anderem mit den großen nationalen Fernsehsendern. In Frankreich sind nur wenige Programme frei empfangbar.
Über Eutelsat sendet Sky Italia, der dominierende Digitalfernsehanbieter Italiens. Wie BSkyB wird er von Rupert Murdoch beherrscht. Sky Italia ging aus der Fusion der beiden einstigen Konkurrenten STREAM und TELE+ hervor.
In Spanien fusionierten die beiden Digitalplattformen Vía Digital von Telefónica und Canal Satélite Digital von Sogecable zum Monopolisten Digital +. Der Zusammenschluss war einer einheitlichen Programm- und Strukturpolitik und besseren Verdienstmöglichkeiten geschuldet. Im Kabel dominieren die Marktführer AUNA und ONO. Obwohl in Spanien nahezu alle internationalen Produktionen mit spanischer Synchronisation ausgestrahlt werden, verschlüsseln die meisten nationalen Fernsehkanäle ihr Programm über Satellit. In letzter Zeit ist jedoch ein verstärkter Trend zur unverschlüsselten Ausstrahlung zu verzeichnen; vor allem regionale Netzwerke und viele Spartensender gehen diesen Weg. Ehemalige Pay-TV-Kanäle gehen zunehmend zur werbefinanzierten Ausstrahlung über.
Eine Grundgebühr für werbefinanzierte Fernsehangebote gibt es meist nur im Kabel. Einige kleinere Programmanbieter bevorzugen jedoch nach wie vor eine Mischfinanzierung, die auf Werbung und einer niedrigen Abonnementgebühr beruht. Dieses Grundabonnement wird jedoch auf eine große Anzahl von Spartensendern aufgeteilt, die in sogenannten Basispaketen gemeinsam vertrieben werden. Diese Mischfinanzierung ist üblich, wenn ein Programm durch Werbeeinnahmen allein nicht wirtschaftlich betrieben werden kann, etwa weil das Sendegebiet oder die Zielgruppe zu klein sind.
In der Volksrepublik China und in Kuba wird das dem DVB-T ähnliche Digital Terrestrial Multimedia Broadcast (nach der chinesischen Norm GB20600-2006) für die digitale Ausstrahlung von Fernsehprogrammen verwendet.

## Fernsehen über das Internet
Mit dem IPTV-Verfahren (Internet-Protokoll-TV) werden bereits heute zahlreiche Fernsehprogramme unter Verwendung des Internet-Protokolls weltweit verbreitet. Derzeit werden über 200 Themenkanäle in deutscher Sprache angeboten, die über jedes webfähige Endgerät mit ausreichender Rechenleistung empfangen werden können. Dazu gehören unter anderem Informationskanäle größerer Unternehmen wie Markenhersteller oder Reisebüros; mittlerweile werden jedoch auch bereits viele journalistisch hochwertige Spartenkanäle zu unterschiedlichsten Themenbereichen angeboten.
Noch sind die Programme ausschließlich für den Internetempfang konzipiert, sie können jedoch in naher Zukunft auch problemlos in Kabelbouquets eingebunden oder auf anderem Wege weiterverbreitet werden. So kann das Internet künftig auch als reiner Übertragungsweg genutzt werden, Aufbereitung und Empfang der Dienste lägen dann bei den Kabelgesellschaften. IPTV ist noch nicht für den Massenempfang konzipiert, kann jedoch durch Aufrüstung mit Multicast-fähigen Servern bereits in wenigen Jahren massentauglich gemacht werden. In letzter Zeit hat sich ein Quasi-Monopol rund um den Münchner Medienunternehmer Ingo Wolf etabliert, der zahlreiche Spartenprogramme gestützt auf die IPTV-Technologie meist unverschlüsselt anbietet oder weiterverbreitet.
Künftig dürfte das Internet für alle Fernsehanbieter zum hart umkämpften Terrain werden, RTL und SAT1/Pro7 werden ihre Programme schon in Kürze auch im Internet verbreiten (siehe auch IPTV). Einige Netzbetreiber wie der Kabelanbieter HanseNet mit seinem Fernsehbouquet Alice oder die Deutsche Telekom mit ihrem breitbandigen Übertragungsstandard VDSL bieten bereits heute IPTV-Fernsehen (einschließlich des hochauflösenden HDTV) auf Basis von IP Multicast, wegen der derzeit noch ungenügenden Internetkapazitäten allerdings nur innerhalb der eigenen Netze.

## Umstellung von analogem Fernsehen auf DVB-T
DVB-T ist die Abkürzung für den englischen Begriff Digital Video Broadcasting Terrestrial (zu deutsch etwa: Digitales erdgebundenes Fernsehen) und bezeichnet die terrestrische (erdgebundene) Verbreitung digitaler Radio-, Fernseh- und Datensignale in der Erdatmosphäre. DVB-T ist eine Variante des Digital Video Broadcasting (DVB), die vor allem in verschiedenen europäischen, asiatischen und afrikanischen Staaten sowie in Australien als Standard für die Übertragung von digitalem Fernsehen und Hörfunk per Antenne verwendet wird.
Im schweizerischen Engadin fand am 1. Februar 2003 erstmals die Aufschaltung digitaler terrestrischer Fernsehsignale im deutschsprachigen Europa statt. Berlin folgte am 4. August 2003, Österreich bundesweit einheitlich (Multiplex A) erst am 26. Oktober 2006. Während in allen drei Ländern die Analogabschaltung inzwischen abgeschlossen ist, werden in Österreich derzeit noch die regionalen Multiplexe (Mux C) aufgebaut. Private Programme gibt es in Deutschland hauptsächlich in den urbanen Gebieten der sogenannten „Startinseln“ (also dort, wo mit der DVB-T-Umstellung begonnen wurde), in Österreich wird auch landesweites Privatfernsehen verbreitet. In der Schweiz gibt es wegen der hohen Verkabelungsquote derzeit keinen Bedarf an privaten Programmen, weshalb dort lediglich ein Multiplex mit vier bis fünf öffentlich-rechtlichen Programmen empfangbar ist. In Südtirol gibt es ein reichhaltiges Angebot italienisch- und deutschsprachiger Programme aus allen vier Ländern, die von der Rundfunk-Anstalt Südtirol verbreitet werden, darunter, wie in ganz Italien, einige Programme auch in hochauflösender Qualität.
In Deutschland werden meist vier TV-Programme pro Multiplex verbreitet, in anderen Ländern auch mehr (in der deutschsprachigen Schweiz fünf Programme) oder weniger, zusätzlich Radioprogramme (in Österreich und teilweise in Deutschland) oder HDTV-Inhalte (z. B. in Italien). Darüber hinaus setzt man in Deutschland von Anfang an gebietsweise auf den Aufbau von Gleichwellennetzen (SFNs) und sowohl UHF als auch VHF, während manche andere Länder zumindest anfangs Mehrfrequenznetze (MFNs) benutzen oder sich auf UHF beschränken.
Die vollständige Umstellung auf DVB-T, also die Abschaffung der analogen Ausstrahlung von Fernsehprogrammen, war in Deutschland laut Beschluss der Bundesregierung bis spätestens zum Jahr 2010 vorgesehen. Allgemein soll die Ausstrahlung des analogen Rundfunks (Fernsehen und Hörfunk) in der EU im April 2012 enden (siehe dazu Analogabschaltung).

## Technik

Digitale Rundfunkstandards weltweit

Die Übertragung erfolgt in Europa wie in den meisten Staaten der Welt im DVB-Standard, der neben Fernseh- und Radioprogrammen auch Zusatzinformationen (z. B. Untertitel, EPG) und neue Datendienste (z. B. Texte, PC-Daten, MHP) bietet.
Es gibt verschiedene Übertragungsmöglichkeiten für DVB:
- DVB-T (terrestrisch)
- DVB-C (Kabel)
- DVB-IPI (Internet)
- DVB-S (Satellit)
- DVB-H (terrestrisch für mobile Geräte).

Japan nutzt ein verwandtes Verfahren (ISDB), während die USA zumindest für den Antennenempfang ihr ATSC-Format propagieren.
In Deutschland sind für den terrestrischen digitalen Fernsehrundfunkdienst hauptsächlich Frequenzen zwischen 470 und 790 MHz vorgesehen, Kanäle 21 bis 60 im Frequenzband IV und V. Der Kanal 38 (d. h. 606–614 MHz) ist allerdings für den Radioastronomiefunkdienst besonders geschützt.
Sender, die auf höheren Frequenzen (ab Kanal 61) sendeten, sind von Amts wegen in diesen Frequenzbereich überführt worden.
Daneben stehen zwischen 174 und 223 MHz maximal 7 Kanäle zu je 7 MHz Bandbreite im Frequenzband III zur Verfügung, die aber vorrangig für digitalen Tonrundfunk vorgesehen sind.
Die Bandbreite eines typischen Transponders (Satellitenkanal) auf dem bekannten Rundfunksatelliten Astra beträgt meist 33 MHz, das entspricht einer Nettodatenrate von 36 Mbit/sec bzw. einer Symbolrate von 26 Msymb/s. Ein Fernsehsender benötigt üblicherweise etwa 3–4 Mbit/sec, je nach seiner Symbolrate (Kodierung von je 2 Bit zu einem Symbol). Sie bewegt sich zwischen 2,2 und 2,75 Msymb/s. Gemeinsam mit der Fehlerkorrektur (üblicherweise 3/4 Nutz- zu Korrekturdaten) ergibt sich die erforderliche Datenrate. Je schneller sich das Bild ändert (Veränderungen im Bildaufbau), umso höher ist die erforderliche Datenrate. Sport- und Actionszenen erfordern also mehr Bandbreite als bewegungsarme Sequenzen (Talkshows etc.). Ist die Bandbreite zu schmal berechnet, kommt es bei schnellem Szenenwechsel bei höherer Auflösung zu Artefakten (Bauklötzchen-Effekten).
Üblicherweise werden über einen Transponder auch noch Hörfunkprogramme mit einer Datenrate zwischen 64 und 320 kbit/sec im MPEG1-L2-Standard sowie diverse Datendienste übertragen. Über einen reinen Fernsehtransponder lassen sich bequem acht Fernsehprogramme in guter Qualität übertragen, jedoch nur ein analoges. Durch die Einführung des effizienteren MPEG-4-Codecs lässt sich künftig noch effektiver komprimieren, bei gleich bleibender Bild- und Tonqualität lassen sich künftig mehr als 10 Fernsehprogramme je Transponder übertragen. Durch das zeitaufwendige Kodieren und Dekodieren des Fernsehsignals kommt es gegenüber der analogen Ausstrahlung zu mehrsekündigen Verzögerungen. Je effizienter komprimiert wird, desto komplizierter ist der Kodierungsalgorithmus.
Bei DVB wird erst das Fernsehprogramm in MPEG-2 codiert, anschließend wird das Programm mit eventuellen Zusatzdiensten im Multiplexer verschachtelt. Mehrere Programme (Fernsehen, Radio etc.) innerhalb eines Paketes lassen sich so zu einem Datenstrom kombinieren, der auch Transportstrom genannt wird. Anschließend wird der Datenstrom mit dem Trägersignal moduliert, verstärkt und zum Sender bzw. Satelliten bzw. zur Kabelkopfstation gelenkt.

### Vergleichstabelle
Die folgende Tabelle erläutert die Unterschiede zwischen Analog- und Digitalfernsehen anhand einzelner Aspekte.
| Analog | Digital |
| --- | --- |
| Rauschanteil Signal-Rausch-Verhältnis ist von der Stärke des Empfangssignal abhängig                                     | Rauschen führt wegen Fehlerkorrektur zu wenigen, aber dafür starken Aussetzern |
| keine Kompression der Helligkeitsinformationen                                                                           | Kompression mit MPEG-2 oder MPEG-4 |
| nur Halbbilder (Zeilensprungverfahren)                                                                                   | Halb- und Vollbilder |
| Farben werden mit niedrigerer horizontaler Bandbreite übertragen (bei SECAM auch vertikal)                               | Farben werden mit niedriger horizontaler und vertikaler Bandbreite übertragen |
| Sendern werden Frequenzbänder (Frequenzband) zugeordnet                                                                  | Sendern werden Frequenzbänder und darin dynamische Zeit-„Pakete“ zugeordnet |
| Die Bildparameter (Zeilenzahl, Spaltenzahl, Frequenz) sind hardwareseitig festgelegt                                     | Die Bildparameter sind durch die Empfängerrechenleistung begrenzt. Der Kompressionsfaktor (Datenkompression) ist dynamisch. |
| Der Ton wird frequenzmoduliert, braucht weniger Sendeleistung als die Bildinformation, erhöht aber den Bandbreitenbedarf | Der Ton ist im digitalen Datenstrom enthalten und erhöht dadurch den Datenratenbedarf. |
| Videotext ist in der Austastlücke eingefügt                                                                              | Videotext ist im digitalen Datenstrom enthalten. |
| feste Bandbreite und Signal-Rausch-Verhältnis (S/N)                                                                      | Bandbreite und Signal-Rausch-Verhältnis können gegeneinander eingetauscht werden. Zur Verringerung der Sendeleistung wird S/N meist schwächer gewählt und ein geeignetes Filter im Empfänger erlaubt mehr effektive Bandbreite. |

## Statistische Daten

### Marktanteil der digitalen Nutzung
Die Marktanteile für Digitalfernsehen in Deutschland jeweils zum 1. Januar eines Jahres auf Basis der Daten der Arbeitsgemeinschaft Fernsehforschung (AGF), TV Scope, Basis Fernsehpanel D+EU:
| Jahr | Marktanteil |
| ---- | ----------- |
| 2001 | 02,3 %      |
| 2002 | 03,4 %      |
| 2003 | 04,5 %      |
| 2004 | 06,5 %      |
| 2005 | 11,6 %      |
| 2006 | 15,0 %      |
| 2007 | 18,8 %      |
| 2008 | 21,7 %      |
| 2009 | 27,3 %      |
| 2010 | 33,7 %      |
| 2011 | 40,9 %      |
| 2012 | 52,1 %      |
| 2013 | 73,4 %      |
| 2014 | 78,2 %      |
| 2015 | 84,7 %      |
| 2016 | 89,8 %      |
| 2017 | 91,1 %      |
| 2018 | 96,8 %      |
| 2019 | 99,2 %      |

| Verteilung | 2019   | 2018   | 2017   | 2016   | 2015   | 2014   | 2013   | 2012   | 2011   | 2010   | 2009   | 2008   | 2007   | 2006   | 2005   |
| ---------- | ------ | ------ | ------ | ------ | ------ | ------ | ------ | ------ | ------ | ------ | ------ | ------ | ------ | ------ | ------ |
| Kabel      | 44,7 % | 45,1 % | 45,9 % | 45,9 % | 46,1 % | 46,3 % | 46,3 % | 47,9 % | 50,2 % | 51,4 % | 52,8 % | 52,5 % | 53,7 % | 51,8 % | 51,7 % |
| Satellit   | 44,8 % | 45,0 % | 45,7 % | 46,5 % | 46,5 % | 46,1 % | 46,2 % | 45,6 % | 44,7 % | 42,8 % | 42,1 % | 42,0 % | 42,5 % | 42,0 % | 43,1 % |
| Terrestrik | 6,0 %  | 6,4 %  | 7,4 %  | 9,0 %  | 9,7 %  | 10,0 % | 11,0 % | 12,5 % | 11,8 % | 11,1 % | 11,3 % | 11,1 % | 11,5 % | 9,2 %  | 9,7 %  |
| DSL-TV     | 8,6 %  | 7,9 %  | 6,9 %  | 6,2 %  | 4,8 %  | 4,9 %  | 4,9 %  | 4,3 %  | 3,0 %  | 2,3 %  | 1,0 %  | 0,3 %  | 0,3 %  | 0,0 %  | 0,0 %  |

| Übertragungsweg | 2019    | 2018    | 2017    | 2016    | 2015    | 2014    | 2013    | 2012    | 2011    | 2010    | 2009    | 2008   | 2007   | 2006   | 2005   |
| --------------- | ------- | ------- | ------- | ------- | ------- | ------- | ------- | ------- | ------- | ------- | ------- | ------ | ------ | ------ | ------ |
| Kabel           | 100,0 % | 92,9 %  | 88,6 %  | 82,1 %  | 72,5 %  | 62,9 %  | 55,9 %  | 48,2 %  | 42,5 %  | 37, 8 % | 30,6 %  | 21,0 % | 16,2 % | 15,2 % | 9,7 %  |
| Satellit        | 100,0 % | 100,0 % | 100,0 % | 100,0 % | 100,0 % | 100,0 % | 100,0 % | 100,0 % | 86,4 %  | 79,1 %  | 74,1 %  | 65,7 % | 57,3 % | 47,2 % | 38,8 % |
| Terrestrik      | 100,0 % | 100,0 % | 100,0 % | 100,0 % | 100,0 % | 100,0 % | 100,0 % | 100,0 % | 100,0 % | 100,0 % | 100,0 % | 95,1 % | 86,0 % | 57,1 % | 45,6 % |